# Куши, Войо
Войо Куши (алб. Vojo Kushi, серб. Војо Кушић; 3 августа 1918, Врака, Шкодер — 10 октября 1942, Кодра Куге) — албанский и югославский коммунист, партизан, один из основателей коммунистической группы в Шкодере, после итальянской оккупации Албании в апреле 1939 года. Был провозглашен Народным героем Югославии югославским коммунистическим правительством 12 февраля 1945 года. Он был признан «Героем Албании» коммунистическим правительством в 1946 году.
Куши (изначально Кушич, серб. Кушић, однако из-за политики Ахмета Зогу славянские окончания фамилий убирались из документов) родился в албанской сербской семье. Во время Второй мировой войны участвовал в албанском партизанском движении. Куши был послан правительством Албании на обучение в Военную академию в Белграде, Югославия.
10 октября 1942 года вместе с двумя соратниками, которые находились в небольшом доме в Кодра Куге, был окружен и атакован итальянскими войсками. После шестичасовой осады вышел из укрытия (после окончания боеприпасов) и был убит.
О нём был снят документальный фильм Vojo Kushi (1969).